# 김광수 (화학자)
김광수(金光洙, 1950년 2월 6일~)는 대한민국의 화학자이자, 교수이다. 2010년에 대한민국 교육과학기술부로부터 대한민국 국가과학자에 선정되었다.